# Avenida da Liberdade (Lissabon)

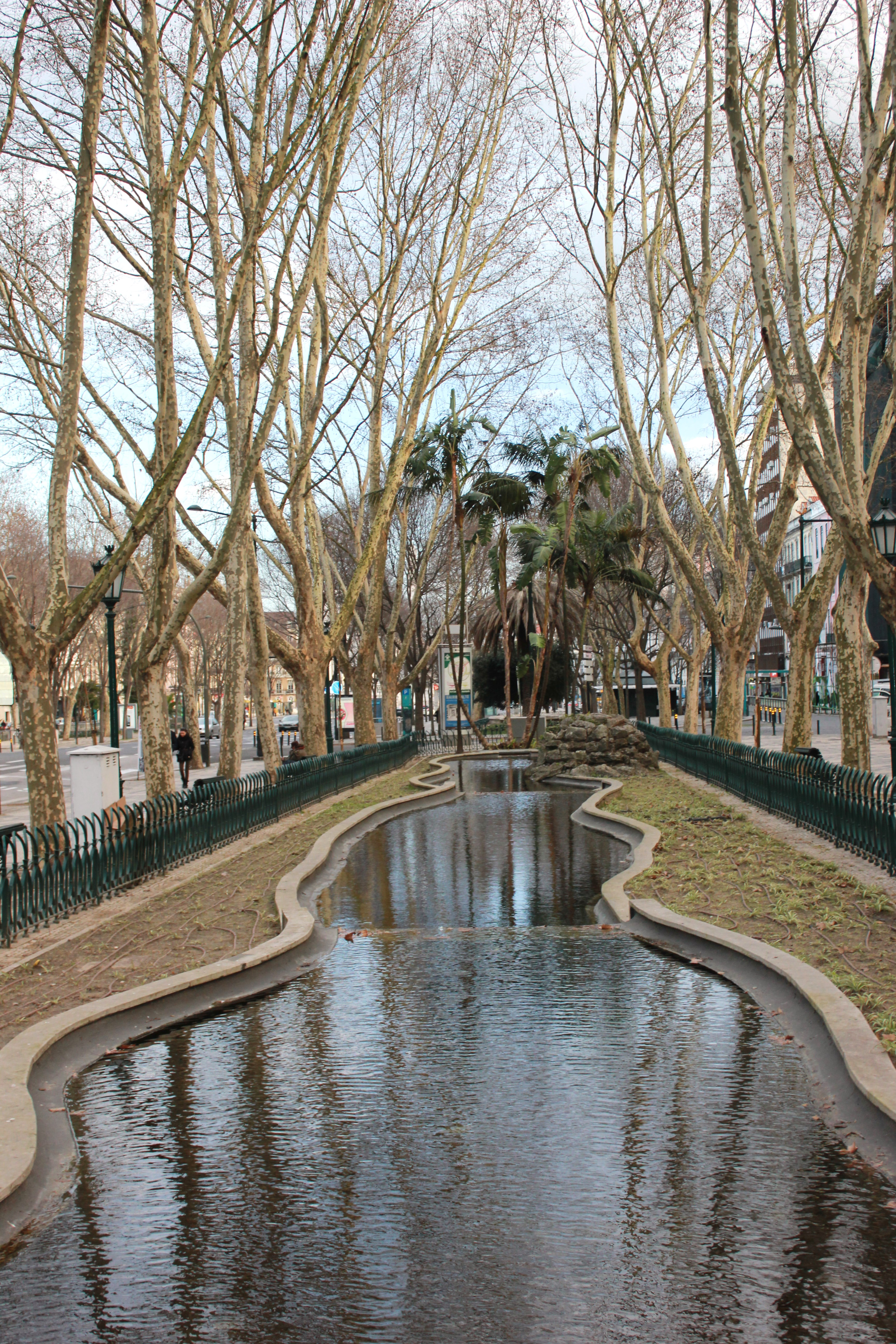
Kleiner Park an der Avenida de Liberdade

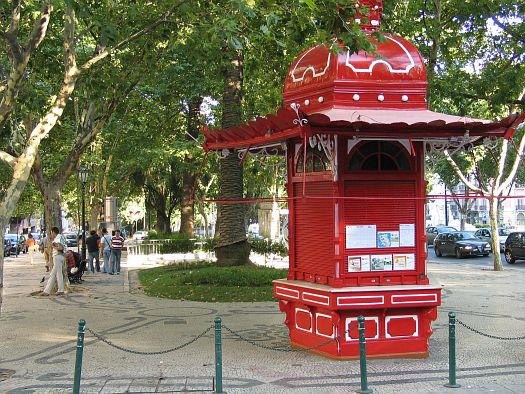
Der Quiosque Tivoli

Die Avenida da Liberdade ist eine am Vorbild der Pariser Avenue des Champs-Élysées orientierte Prachtstraße in Lissabon. Sie beginnt am Praça dos Restauradores und verbindet die nach dem Erdbeben von 1755 angelegte Unterstadt (Baixa) mit den höher gelegenen Stadtvierteln im Norden und fand ab Beginn des 20. Jahrhunderts in den Avenidas Novas ihre Fortsetzung.

## Geschichte
Nach dem Erdbeben von 1755 ließ der Marquês de Pombal zunächst im unteren Bereich der heutigen Avenue den Passeio público anlegen, Lissabons ersten „öffentlichen Garten“. Ungeachtet seines Namens war dieser allerdings zunächst von Mauern und Toren umgeben und nur für die höheren Stände zugänglich. Erst in der Liberalen Revolution 1821 wurden die Mauern des Gartens entfernt und dieser für die Allgemeinheit geöffnet.
Die Pläne für den Bau der Avenida nach dem Vorbild der Pariser Avenue des Champs-Élysées zogen aufgrund der damit verbundenen Zerstörung des Passeio público zunächst heftige Proteste nach sich, dennoch wurde ein erstes Teilstück der Avenida (nach Baubeginn im Jahr 1879) 1882 zum 100. Todestag des Marquês de Pombal eingeweiht. Die Rotunde Praça Marquês de Pombal stellt einen verkehrstechnischen Knotenpunkt dar, von ihr verzweigen sich die Avenidas Novas. 
Die Bebauung der 90 Meter breiten und 1100 Meter langen Avenida im Stil der Gründerzeit und des Jugendstils hatte aufgrund der um 1900 krisenhaften politischen und wirtschaftlichen Lage Portugals zunächst zum Teil eher provinziellen Charakter. 1936 wurde hier das Denkmal für Rosa Araújo errichtet.
In den letzten Jahrzehnten wurden zahlreiche ältere, darunter auch wertvolle, Bauten im Gefolge des Wirtschaftsbooms abgerissen und durch Neubauten von Finanzinstitutionen und Hotels ersetzt. So auch die einstigen pittoresken Straßenbahnen durch eine 1959 eröffnete Linie der Metro Lissabon. 
Mit ihren Palmen und über hundertjährigen Platanen, den geometrischen Mustern der Pflasterung und den eleganten Geschäften bleibt die Avenida trotz gewisser Transformationsprobleme eine der großen Straßen Europas.